# Michel Heysch

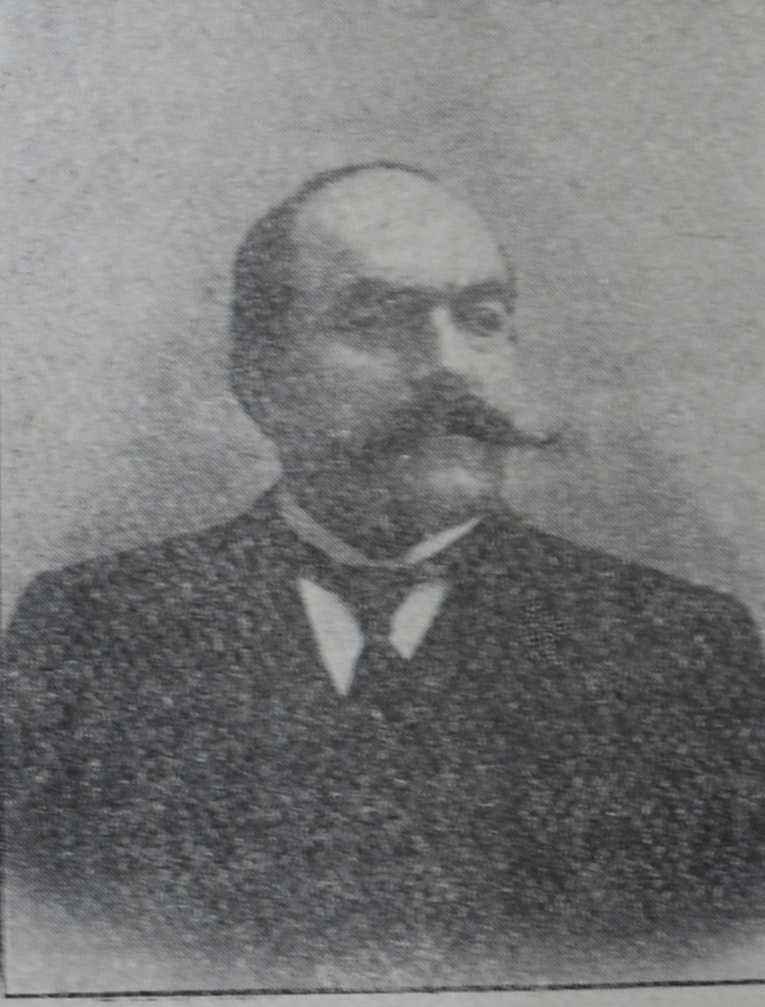
Michel Heysch, 1911

Michel Heysch (* 2. März 1861 in Gambsheim; † 22. März 1940 in Sainte-Croix-aux-Mines) war ein deutsch-französischer Politiker (SPD Elsaß-Lothringen, Parti communiste français) elsässischer Herkunft.

## Leben und Wirken
Michel Heysch, der katholischer Konfession war, besuchte die Volksschule und die Fortbildungsschule in Paris. Ab 1893 war er Möbelschreiner bzw. selbstständiger Schreinermeister in Straßburg-Neudorf.
1902/1908 war er Mitglied des Gemeinderates von Straßburg und Mitglied der Einschätzungskommission für die Gebäudesteuer.
Bei der ersten (und einzigen) Wahl zur Zweiten Kammer des Landtags des Reichslandes Elsaß-Lothringen trat er im Wahlkreis Schirmeck-Saales-Rosheim als Kandidat der SPD an. Im ersten Wahlgang wurden im Wahlkreis von den 7075 Stimmberechtigten 5791 Stimmen abgegeben. Auf Heysch entfielen 2218, auf den Zentrum-Kandidaten Anselm Laugel 2505 und auf den liberalen Kandidaten Claude 862 Stimmen. Im zweiten Wahlgang setzte sich Heysch mit 3240 Stimmen gegen Laugel durch, der 2892 Stimmen erhalten hatte. Michel Heysch gehörte dem Landtag bis 1918 an.
Nachdem das Elsass 1918 wieder französisch geworden war, wurde er Mitglied der Kommunistischen Partei und ab 1928 Mitglied der Elsässischen Kommunisten. 1919 bis 1925 und 1935 war er conseiller municipal und ab 1929 adjoint au maire in Straßburg.